# Cocuage

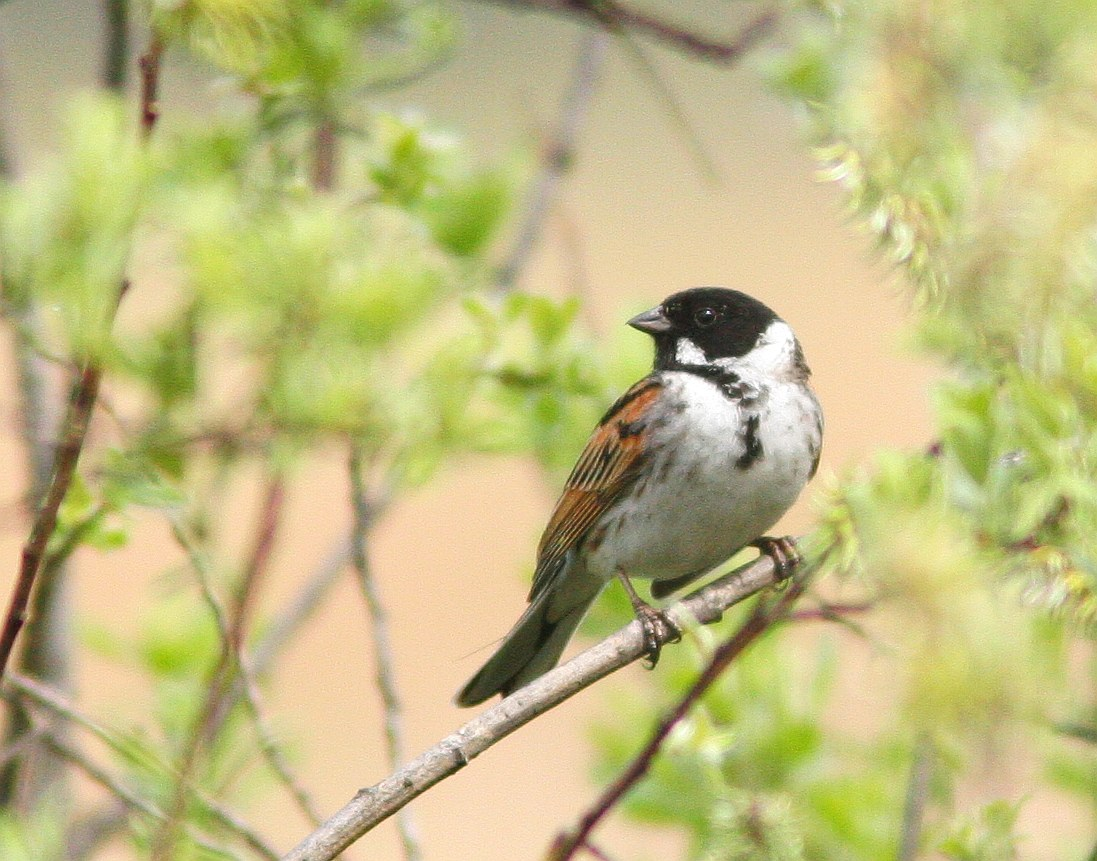
Bruant des roseaux.

Le cocuage en zoologie est la copulation d’un mâle et d’une femelle en dehors du lien social du couple chez les espèces monogames. Dans un système polygame, le cocuage a lieu lorsqu’un individu s’accouple avec un autre n’appartenant pas au groupe social,.
Le cocuage est un phénomène répandu et bien documenté chez les oiseaux.  Des analyses ADN sur la paternité du mâle chez 150 espèces d’oiseaux révèle que dans 70 % des cas, il y a au moins un oisillon de la couvée qui provient d’un autre mâle. Le cocuage s’observe aussi chez les poissons et les mammifères.
Une étude révèle que jusqu’à 55 % des rejetons du Bruant des roseaux sont issus d’un autre mâle que celui du couple et que jusqu’à 86 % des couvées hébergent au moins un oisillon provenant d’un autre mâle.